# 9387 Твідліді
9387 Тві́дліді (9387 Tweedledee) — астероїд головного поясу, відкритий 2 лютого 1994 року.
Тіссеранів параметр щодо Юпітера — 3,814.
Названо на честь персонажа книжки Аліса в Задзеркаллі Льюїса Керрола.